# Spaceman (film 2024)
Spaceman è un film del 2024 diretto da Johan Renck.
Con protagonista Adam Sandler, il film è l'adattamento cinematografico del romanzo del 2017 Il cosmonauta (Spaceman of Bohemia) scritto da Jaroslav Kalfar.

## Trama
In un futuro imprecisato, una nube di colore viola compare nei cieli proprio durante una sorta di guerra fredda fra Repubblica Ceca e Corea; le due nazioni decidono quindi di sovrastarsi organizzando un'esplorazione spaziale per studiarne la consistenza: con la prima che batte sul tempo di qualche giorno la seconda inviando nello spazio l'astrofisico Jakub Procházka.
Nei primi mesi di missione pare andare tutto per il verso giusto, ma presto la solitudine e il distaccamento emotivo della compagna Lenka (incinta) lo lasceranno in uno stato di depressione tale da perdere ogni collegamento con la realtà; la rottura definitiva però avviene quando, disturbato per l'ennesima volta dal rumore del tubo difettoso del sistema di aspirazione dei rifiuti, trova all'interno della cabina bagno un enorme ragno alieno in grado di parlare: da prima, il cosmonauta, crederà di avere le allucinazioni ma ben presto il nuovo ospite si rivelerà fin troppo reale per essere una semplice proiezione mentale.
Il Ragno rivelerà essere quindi un alieno in fuga dal suo pianeta natale, attaccato e portato alla distruzione da dei piccoli organismi necrofagi chiamati Korrut, e che si trova ormai da tempo a vagare nello spazio fra il pianeta terra e Giove senza un vero obiettivo se non quello di raggiungere "il principio"; vedendo nella solitudine del protagonista un valido oggetto di studio ha deciso di avvicinarsi il più possibile a lui per carpirne i segreti più intimi: sfruttando le sue capacità mentali, porterà il Cosmonauta a rivivere tutte le sue esperienze e le sue motivazioni in una specie di autoanalisi che farà emergere dal suo subconscio vecchie memorie e colpe da lui scaricate o nascoste a sé stesso.
Dopo le prime settimane di convivenza, dove il cosmonauta battezzerà il suo nuovo amico come Hanus (prendendo ispirazione da una vecchia leggenda Ceca), il Ragno metterà alla prova il suo compagno abbandonandolo al suo egoismo, per poi tornare e rivelargli un suo grande segreto: in realtà i microrganismi vivono dentro di lui ed è prossimo alla morte; così i due amici affrontano la fine (per Hanus la morte mentre per Jakub la nube) insieme entrando all'interno delle particelle viola. Sfortunatamente però gli organismi fuoriescono da Hanus portandolo quasi alla morte costringendolo ad abbandonare l'astronave. Jakub, ormai affezionato ed emotivamente legato a lui, esce dall'abitacolo raggiungendolo e decontaminando in parte i Korrut che lo stanno divorando; quest'azione però provoca la perdita definitiva dell'astronave e costringe i due esploratori ad entrare fisicamente nella nube.
La Nube si rivela essere una sorta di gigantesco database al cui interno sono conservati tutti i dati temporali dell'universo: l'alfa e l'omega dell'esistenza stessa. Dopo aver viaggiato al suo interno ed aver preso consapevolezza dei propri errori e di sé stesso, Jakub saluta il suo amico mentre questi, divorato dai Korrut, si dissolve nel nulla. Poco dopo, subito fuori la nube, l'astronave coreana partita pochi giorni dopo quella ceca lo intercetta e lo trae in salvo: appena avuta la possibilità di contattare la Terra decide di sentire per prima sua moglie esternando finalmente il suo amore considerandola la cosa più preziosa del mondo.

## Produzione
Le riprese del film sono iniziate il 19 aprile 2021 a New York e sono terminate il 1º luglio in Repubblica Ceca.

## Promozione
Il primo trailer del film è stato diffuso il 19 dicembre 2023.

## Distribuzione
La pellicola è stata presentata al Festival internazionale del cinema di Berlino nel febbraio 2024 e poi distribuita su Netflix a partire dal 1º marzo 2024.

### Divieti
Negli Stati Uniti il film è stato vietato ai minori di 17 anni non accompagnati da adulti per la presenza di "linguaggio non adatto".